# リュエル・フォックス
リュエル・エイドリアン・フォックス（Ruel Adrian Fox, 1968年1月14日 - ）は、イギリス・サフォーク州イプスウィッチ出身の元サッカー選手。現在はホイットン・ユナイテッドFCの会長。モントセラト人とアンティグア人の血統を持つ。

## 来歴
1986-87年シーズン、ノリッジ・シティFCに所属しフルメンバーズカップのコヴェントリー・シティFC戦でプロデビューを果たす。数日後のオックスフォード・ユナイテッドFC戦にも出場し、リーグ戦初出場を飾る。
チームでは1992年から1994年にかけて特に活躍し、1992-93年シーズンはフットボールリーグ3位、翌シーズンのUEFAカップではバイエルン・ミュンヘンを破りベスト16へ進出した。
1994年に225万ポンドでニューカッスル・ユナイテッドFCへ移籍。ニューカッスル監督のケビン・キーガンからは「国内の同じポジションの選手の中で最高の選手」と評価される。1993-94年シーズンは14試合に出場し2得点。翌シーズンは10得点を記録するが、フランス代表のダヴィド・ジノラが移籍してきたため、ジノラとレギュラーを争う。
1995年10月、トッテナム・ホットスパーFCへ425万ポンドで移籍。2000年にはウェスト・ブロムウィッチ・アルビオンFCへ移籍した。2001-02年シーズンはチームのプレミアリーグ昇格に貢献したが放出され、現役を引退して地元のイプスウィッチでレストランを開業した。
その後、モントセラト代表でプレーし、2004年10月には監督を務めた。また、イプスウィッチのクラブのホイットン・ユナイテッドFCのコーチを務めた。2008年11月からはレストラン・バーを経営しながらホイットンとパートナー契約を結んでいるサフォーク大学でコーチとして指導している。